# جيمي غريني
جيمي غريني (بالإنجليزية: Jamie Greene)‏ هو سياسي بريطاني، ولد في 19 مارس 1980 في غرينوك في المملكة المتحدة. حزبياً، نشط في الاسكتلنديون المحافظون ‏. في 2016 Scottish Parliament election ‏، انتخب Member of the 5th Scottish Parliament ‏ عن دائرة West Scotland (Scottish Parliament electoral region) ‏ وقد انضم خلال فترته النيابية ‏ (5 مايو 2016 – )  للكتلة البرلمانية الاسكتلنديون المحافظون ‏.